# 野間神社 (南さつま市)
野間神社（のまじんじゃ）は、鹿児島県南さつま市笠沙町片浦にある神社。旧名は野間権現。旧社格は村社。
野間岳の八合目に鎮座する。

## 祭神
- 瓊瓊杵尊
- 鹿葦津姫命（木花開耶媛）
- 火蘭降尊
- 彦火々出見尊
- 火照尊

## 沿革
創始の年代は不明であるが、社記によれば野間岳は瓊々杵尊が最初に上陸した地であり、山腹に神代の都「笠狭宮」（宮ノ山遺跡）があったとされる。標高591mの小山ながら古くから山岳信仰の対象となっており、海上から目立つ山容のため特に航海者からの信仰が厚かった。
『日本書紀』神代下・第九段の一書（第六）の、「吾田の長屋の笠狭の碕に到ります。遂に長屋の竹島に登ります」という瓊々杵尊が登ったとされる竹島（たかしま）が、野間岳であり、笠狭の碕は、野間半島であるといわれている。
当初は野間岳の山頂に「東宮」と「西宮」の2つの本殿があり、東宮には瓊瓊杵尊・鹿葦津姫命を、西宮には火蘭降尊・彦火々出見尊・火照尊を祀っていた。しかし、その後西宮では「娘媽」「順風耳」「千里眼」という神がまつられるようになった。この3柱の神は中国沿岸部の祠でよくまつられる神であり、この地域と中国とのつながりが窺える構成となっている。
「三国名勝図会」には「この宮の建立は最も古くして往古よりありしものならん……」と記されている。
島津忠良はこの神社を崇敬し、天文23年（1554年）に東宮を再建し永禄10年（1567年）には息子・島津貴久、孫・島津義久連名で西宮を再建した。しかし、地理的に台風被害の多い土地であり、その社殿が崩壊したため、文政2年（1819年）に合祀し、文政13年（1830年）には島津斉興が現在地の八合目に、東宮と西宮を統合した1つの社殿として再建した。その社殿も被害を受け、現在の社殿は昭和51年（1976年）に前社殿の痛みが激しいためコンクリートで作り替えられた物である。